# Герасіков Євген Михайлович
Євге́н Миха́йлович Гера́сіков (позивний Форест) — (27 квітня 1980, Харків — 9 липня 2023, Дніпро ]) — головний сержант 5-ї Слобожанської бригади Національної гвардії України, учасник російсько-української війни. Нагороджений орденом «За мужність» II та III ступеня.

## Життєпис
Герасіков Євген народився 27 квітня 1980 року. в м. Харків. Успішно закінчивши Коломацьку ЗОШ І-III ступенів в 1997 р. вступив до Харківської філії Української академії банківської справи та здобув кваліфікацію економіста. Ще навчаючись на 4 курсі, почав працювати економістом у банку. Завдяки своїй наполегливості та професійним якостям швидко став начальником одного з відділень банку АТ «БАНК ЗОЛОТІ ВОРОТА», а згодом — директором Полтавської філії цього ж банку.
Боротьба за незалежність та суверенітет України для Євгена почалася ще у 2013 році. Брав участь у Революції гідності на Майдані Конституції. У 2015—2016 рр. добровільно долучився до 53-ї окремої механізованої бригади імені князя Володимира Мономаха в зоні АТО. Брав участь у деокупації Дебальцевого, Авдіївки, Зайцевого у Донецькій області. Після демобілізації, повернувшись до цивільного життя, повністю змінив професію успішно опанувавши ІТ-сферу. Працював в міжнародній компанії «Cloudbeds» тестувальником програмного забезпечення. Працював над різноманітними проєктами, паралельно вдосконалював навички програмування та англійської мови. Ніколи не зупинявся, завжди ставив для себе цілі та успішно реалізовував їх у своїй кар'єрі.
Від початку повномасштабного вторгнення, вже 26 лютого 2022 року знову без вагань став на захист рідної землі у лавах 5-ї Слобожанської бригади Національної Гвардії України. Потрапивши до бригади рядовим, Євген за короткий час завдяки своїм людським якостям, наполегливості, бажанню та готовності завжди прийти на допомогу побратимам, швидко дослужився до головного сержанта роти. Сміливо брав участь у заходах, необхідних для забезпечення оборони цілісності та суверенітету України, захисту безпеки населення та інтересів держави. У вересні 2022 року мужньо звільняв від російських загарбників місто Балаклея Харківської області. Разом зі своїми побратимами він мужньо та стійко захищав нашу землю на Луганщині. Під час служби пройшов підготовку сапера та навчався на оператора БПЛА.
17 лютого 2023 року отримав перше поранення, але після реабілітації повернувся до свого батальйону далі захищати свою країну та свій народ.
8 липня 2023 під час виконання бойового завдання в районі н.п.Кремінна, Луганської області, беручи безпосередню участь у заходах з відсічі та стримування збройної агресії, отримав поранення внаслідок ворожого мінометного вогню. Лікарі боролися за його життя, але на превеликий жаль, Євген помер 9 липня 2023 р. в лікарні м. Дніпра від тяжких травм.
Побратими Євгена відкликаються про нього як про розумного воїна, який продумував та прораховував кожен крок та кожне завдання, людину гідності, мужності та честі, який завжди прийде на допомогу та ніколи не залишить своїх. «Мріяв літати та вражати» — це все про Євгена. На даний час побратими Євгена в пам'ять про нього, об'єдналися в групу ударних дронів, яку назвали на його честь «ФОРЕСТ» та нищать ворога на різних напрямках.

## Нагороди
Був відзначений почесним нагрудним знаком «За доблесну службу».
Нагороджений Указом Президента:
- від 18.12.2023 р. № 821 орденом «За мужність» II ступеня (посмертно).
- від 26.07.2023 р. № 449 орденом «За мужність» III ступеня.

## Вшанування пам'яті
09 січня 2024 року в Коломацькому ліцеї Харківської області відкрили меморіальну дошку на честь головного сержанта Євгена Герасікова.